# Summer Hill
Summer Hill è un sobborgo di Sydney, nello Stato del Nuovo Galles del Sud, Australia. Summer Hill è situata 8 km ad ovest dalla City di Sydney e fa parte della Municipalità di Ashfield.